# Костёл Пресвятой Девы Марии (Чаусы)
Костёл Пресвятой Девы Марии — кирпичный католический храм в городе Чаусы Могилёвской области. Находится на улице Фрунзе, 27.

## История
Приход существует с 1651 года. До 1832 года в Чаусах действовал монастырь кармелитов, но после восстания 1830—1831 годов отцы-кармелиты были изгнаны, и приход стал филиалом чериковского костёла. После восстания 1863—1864 годов костел был закрыт и находился в запустении. В 1868 году здание церкви было передано под юрисдикцию православной церкви.
В 1913 году жители Чаусов построили новый неоготический костёл Девы Марии — Королевы . После Великой Отечественной войны, во время антирелигиозной кампании Хрущева, был разобран на кирпичи в конце 1950-х — начале 1960-х годов .
17 декабря 1994 года в частном доме состоялась первая литургия возрожденного прихода в Чаусе. До весны 1995 года верующие собирались на кладбище, где каждую субботу проводились литургия. Через некоторое время был официально зарегистрирован приход Пресвятой Девы Марии — Матери Церкви.
Осенью 1996 года священник Кароль Томецкий купил дом для временной часовни. Летом 1997 года в приход был назначен новый приходской священник Франтишек Рудзь, который решил построить новый костёл. Территория под здание была освящена 31 августа 1999 года.
1 июня 2002 года храм был освящен кардиналом Казимиром Свёнтеком, архиепископом Минско-Могилёвской архиепископии. С 5 августа 2007 года в приходе работают монахи из Ордена Благочестивых Школ (Отцов пиаров).

## Священники
- Король Томецкий.
- Франтишек Рудзь.
- Гжегож Ксенжак.